# École industrielle indienne de Carlisle
L'École industrielle indienne de Carlisle (Carlisle Indian Industrial School, aussi appelée United States Indian Industrial School) était le modèle des pensionnats pour Autochtones aux États-Unis de 1879 à 1918. Situé à Carlisle en Pennsylvanie, le pensionnat était implanté à la caserne de Carlisle et il accueillait des élèves autochtones. Le pensionnat est fondé en 1879 par Richard Henry Pratt (en) sous l'autorité du gouvernement.
En décembre 2024, le site est nommé Monument national par le président Joe Biden

## Histoire
La caserne de Carlisle appartient d'abord au département de la Guerre. Le gouvernement a enquêté sur l'assimilation d'anciens élèves autochtones à la Hampton Normal and Agricultural School et d'anciens prisonniers de guerre avant d'autoriser Pratt à ouvrir le premier pensionnat entièrement dévolu aux Autochtones. À cette fin, la propriété de l'ancienne caserne de Carlisle est transférée depuis le département de la Guerre vers celui de l'Intérieur.
Carlisle est l'un des premiers pensionnats pour Autochtones établis hors d'une réserve et financés par le gouvernement fédéral. Selon ses propres dires, la devise de Pratt était de « Tuer l'Indien pour sauver l'homme » ; cette mentalité est ensuite appliquée à grande échelle dans une campagne de nettoyage ethnique et d'assimilation des Autochtones via le système des pensionnats. Comme à Hampton, les arrivants sont tondus et même leurs noms sont changés. Néanmoins, contrairement à Hampton, dont l'objectif était d'éduquer et assimiler des Autochtones pour les renvoyer ensuite vers leurs communautés, Carlisle avait vocation à devenir l'avant-garde de l'américanisation. À Carlisle, la devise de Pratt se concrétisait par un régime fortement structuré, presque militaire. Il recourait aux punitions corporelles (qui n'étaient pas rares à l'époque dans la société) quand des élèves manifestaient des comportements traditionnels.
De 1879 à 1918, plus de 10 000 enfants autochtones issus de 140 tribus ont fréquenté Carlisle. Les tribus les plus représentées à Carlisle sont les Lakotas, les Ojibwés, les Cherokees, les Apaches, les Cheyennes, les habitants originels de l'Alaska ainsi que des Sénécas et des Oneidas. Le pensionnat de Carlisle a symbolisé les valeurs de l'ère progressiste. Certains ont pensé que Carlisle dispensait une instruction d'excellente qualité,. Le pensionnat de Carlisle est devenu le modèle des 26 autres établissements du Bureau des affaires indiennes implantés hors des réserves dans 15 États et territoires. Le gouvernement a tenu plus de 300 autres écoles sur des réserves, dont beaucoup acceptaient des pensionnaires issus d'autres tribus. Après l'entrée des États-Unis dans la Première Guerre mondiale, le pensionnat est fermé et récupéré par le département de la Guerre.
Les méthodes du gouvernement et les pratiques observées à Carlisle et dans d'autres écoles du même type font l'objet de controverses depuis la fin du XXe siècle. Certains auteurs ont condamné l'attitude de Pratt concernant l'assimilation.

## Personnalités liées à l'établissement

### Professeurs
- Alice Mary Robertson (1854-1931)

### Sources primaires
- Leahy, Todd, and Nathan Wilson, eds. "My First Days At The Carlisle Indian School By Howard Gansworth An Annotated Manuscript." Pennsylvania History 71.4 (2004): 479–493; memoir of alumnus of 1894. He praised Carlisle's influence; Gansworth Seneca-Tuscarora, from New York) later took two degrees at Princeton University. He became a successful businessman in Buffalo, New York, and a leader in Indian affairs. online
- Nancy J. Parezo et Don D. Fowler, The 1904 Louisiana Purchase Exposition: Anthropology Goes to the Fair, Univ. of Nebraska Press, 2007 (ISBN 9780803213944, lire en ligne)
- Richard Henry Pratt, The Indian Industrial School - Carlisle, Pennsylvania - Its origins, purposes, progress, and the difficulties surmounted, Carlisle, PA, Cumberland County Historical Society, 1979 (1re éd. 1908) (lire en ligne)
- Richard Henry Pratt, How to deal with the Indians: the potency of environment, Washington D.C., Library of Congress Photoduplication Service, 1983
- Richard Henry Pratt, Battlefield and classroom: four decades with the American Indian, 1867–1904, Norman, University of Oklahoma Press, 2003 (ISBN 9780806136035, lire en ligne)
- Richard Henry Pratt Papers. Yale Collection of Western Americana, Beinecke Rare Book and Manuscript Library.
- Luther Standing Bear, Land of the Spotted Eagle, Univ. of Nebraska Press, 1933 (ISBN 0803258909, lire en ligne)
- Luther Standing Bear (illustrated, reprint), My People the Sioux, Univ. of Nebraska Press, 1975 (1re éd. 1928) (ISBN 9780803257931, lire en ligne)
- Linda F. Witmer, The Indian Industrial School, Carlisle, Pennsylvania, 1879–1918, Carlisle PA, Cumberland County Historical Society, 1993 (ISBN 978-0-9638923-0-0)